# Kiefersfelden
Kiefersfelden település Németországban, azon belül Bajorországban. Lakosainak száma 6841 fő (2023. december 31.). Kiefersfelden Bayrischzell, Oberaudorf, Ebbs, Kufstein és Thiersee községekkel határos.

## Népesség
A település népessége az elmúlt években az alábbi módon változott:
| Lakosok száma | 1145 | 4588 | 5309 | 5575 | 6531 | 6682 | 6864 | 6825 | 6768 | 6841 |
|               | 1875 | 1950 | 1975 | 1987 | 2012 | 2014 | 2016 | 2017 | 2021 | 2023 |